# Жилое (Измалковский район)
Жилое  — село в Измалковском районе Липецкой области. Входит в состав Измалковского сельсовета.

## История
В списке населённых мест 1866 года отмечены два села разделенных ручьем: казенное Никитское (Жилое) из 59 дворов и казенное и владельческое Плетнева (Жилое) из 27 дворов. В 1926 году состояло из 105 дворов; к 1997 году их количество сократилось до 51.

## Население
| 1866 | 1926 | 1932 | 1997 | 2010 |
| ---- | ---- | ---- | ---- | ---- |
| 554  | ↘517 | ↗615 | ↘100 | ↘73  |